# Кърмища
Кърмища или Кръмча (на гръцки: Μεσόβουνο, Месовуно, катаревуса: Μεσόβουνον, Месовунон, до 1928 година Κρίμσια, Кримисия, на турски: Kırımşa, Къръмша) е село в Егейска Македония, Гърция, дем Еордея, област Западна Македония.

## География
Селото е разположено на 840 m надморска височина, в северозападните склонове на планината Каракамен (Вермио) в долината на река Делова (Аспропотамос).

## История

### В Османската империя
В края на XIX век Кърмища е турско село. В 1848 година руският славист Виктор Григорович описва в „Очерк путешествия по Европейской Турции“ Кърмско като българско село. Към 1900 година според Васил Кънчов („Македония. Етнография и статистика“) в Крѫмча живеят 1260 турци.
На Етнографската карта на Битолския вилает на Картографския институт в София от 1901 година Креше (Крамтеха) е помашко (гръцко мохмеданско) село в Кайлярската каза на Серфидженския санджак с 275 къщи.
Според статистика на Серфидженския санджак на гръцкото консулство в Еласона от 1904 година в Кримезе - Кримца (Κριμέζε - Κρίμτσα), Кайлярска каза, живеят 1700 турци.

### В Гърция
През Балканската война в селото влизат гръцки части, а след Междусъюзническата война Кърмища попада в Гърция. Боривое Милоевич пише в 1921 година („Южна Македония“), че Кръмча (Крмча) има 25 къщи турци. Турското население е изселено от Гърция след Лозанския мирен договор в 1923 година и на негово място за заселени гърци бежанци от Мала Азия. В 1928 година селото е чисто бежанско и има 220 бежански семейства с 805 души.
В 1927 година селото е прекръстено на Месовунон. Днес мнозинството от населението на Кърмища са понтийски гърци, които говорят понтийски език.
На 10 октомври 1941 година 11 членове на съпротивата убиват колаборационисткия кмет на селото. В отмъщение на 23 октомври 1941 година германските окупационни войски опожаряват селото заедно с негушкото Горно Шел, от другата страна на билото на Каракамен. Всички открити мъже между 15 и 65 са разстреляни. Жертвите са 153. На 23 април 1944 година германски войници и гръцки колаборационисти убиват още 200 мъже в Кърмища и селото отново е изгорено.
Традиционно населението се занимава с отглеждане на жито, тютюн и картофи, като се занимава частично и със скотовъдство.
От 60-те години започва преселване към Кайляри и големите градове в Гърция.
| Име       | Име           | Ново име      | Ново име     | Описание                                                         |
| --------- | ------------- | ------------- | ------------ | ---------------------------------------------------------------- |
| Козлук    | Κοσλούκι      | Кариотопос    | Καρυότοπος   | връх в Каракамен на Ю от Кърмища и на И от Учини (1365 m)        |
| Маточаир  | Ματοτσάϊρον   | Ливади        | Λιβάδι       | местност на Ю от Кърмища                                         |
| Маточаир  | Ματοτσάϊρον   | Воскотопос    | Βοσκότοπος   | местност и връх на ЮИ от Кърмища (1683 m)                        |
| Кузлук    | Κουσλούκι     | Арниотопос    | Άρνιότοπος   | връх на ЮИ от Кърмища (1546 m)                                   |
| Харман    | Χαρμάνι       | Алони         | Αλώνι        | местност в Каракамен на Ю от Кърмища                             |
| Куру      | Κουρού        | Дасос         | Δάσος        |                                                                  |
| Каракуш   | Καρακούς      | Аетораги      | Άετορράχη    | връх на СЗ над Кърмища (841 m)                                   |
| Сари дол  | Σαριντόλης    | Кастро        | Κάστρο       | река на ЮЗ от Кърмища, десен приток на Килот, минаващ през Учини |
| Борика    | Ύψωμα Τσαΐρια | Псила Ливадия | Ψηλά Λιβάδια | връх в Каракамен на И от Кърмища (1361 m)                        |
| Бела река | Μπέλα Ρέκα    | Пигес         | Πηγές        | връх в Каракамен на И от Кърмища (1682,9 m)                      |
| Поз тепе  | Πὸζ Τοπέ      | Ипсилос Лофос | Ύψηλός Λόφος | връх в Каракамен на ССИ от Кърмища (886 m)                       |
| Клукучари | Κλουκουτσάρες | Ипсоматаки    | Ύψωματάκι    | връх в Каракамен на СИ от Кърмища (1571,1 m)                     |

| Година    | 1913 | 1920 | 1928 | 1940 | 1951 | 1961 | 1971 | 1981 | 1991 | 2001 | 2011 | 2021 |
| --------- | ---- | ---- | ---- | ---- | ---- | ---- | ---- | ---- | ---- | ---- | ---- | ---- |
| Население | 1236 | 1468 | 801  | 1171 | 550  | 715  | 470  | 400  | 530  | 515  | 407  | 334  |

## Личности
Родени в Кърмища
- Михалис Пападопулос (р. 1962), гръцки политик